# Florence Petty
Florence Petty est une auteure de livres de cuisine et diffuseuse britannique née le 1er décembre 1870 et morte le 18 novembre 1948.

## Biographie

### Carrière
Petty fait partie d’un petit groupe d’experts en nutrition qui critiquaient la façon dont la cuisine était enseignée dans les écoles au motif que les appareils et les recettes utilisés étaient inappropriés pour les épouses de la classe ouvrière. Voulant développer ses connaissances, elle décide d'observer les habitudes de cuisines des femmes des classes populaires. Elle a donné des cours aux femmes chez elles en utilisant du combustible, des pots et des ingrédients qu’elles utilisaient normalement. Ce chapitre traite des « documents de cas » de Petty qui dépeignent ses visites et ses conférences à domicile. Ses documents de cas comprennent également des recettes, qui constituaient une grande partie de The Pudding Lady.